# Kisbágyon
Kisbágyon è un comune dell'Ungheria di 477 abitanti (dati 2001). È situato nella contea di Nógrád.